# Mesossoma (artrópodes)

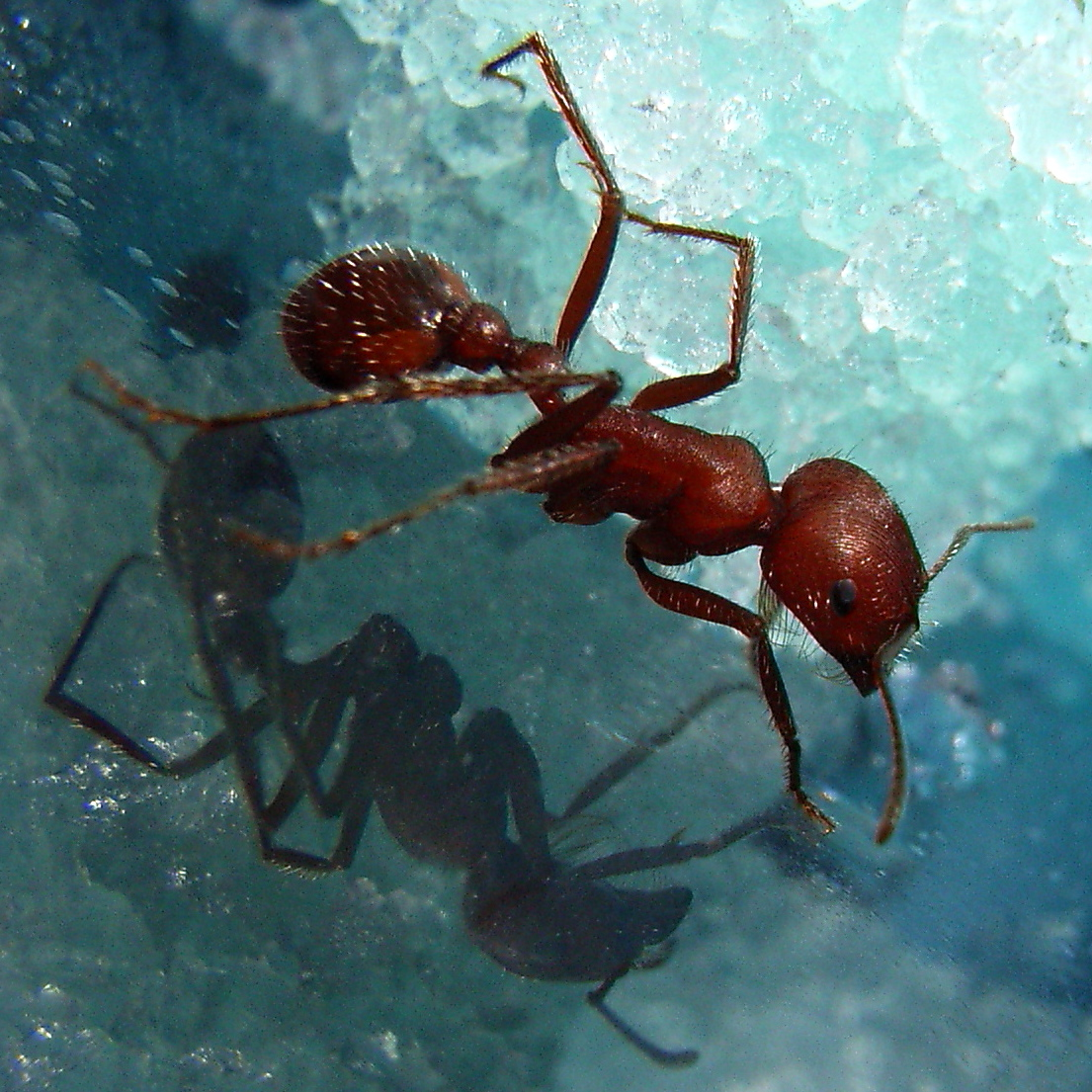
O mesossoma é claramente visível nesta formiga: é a seção intermediária, entre a cabeça e o pecíolo

O mesossoma é a parte intermediária do corpo, ou tagma, dos artrópodes cujo corpo é composto por três partes, sendo as outras duas o prosoma e o metassoma. Possui as pernas e, no caso dos insetos alados, as asas.
Nos himenópteros da subordem Apócrita (vespas, abelhas e formigas), é constituído pelos três segmentos torácicos e pelo primeiro segmento abdominal (o propodeu). Por razões históricas, nas formigas é comumente referido pelo nome alternativo alitrunk.
Nos escorpiões, é composto por seis segmentos e forma a primeira parte do abdômen, contendo todos os órgãos principais. O primeiro segmento contém os órgãos sexuais, bem como um par de apêndices vestigiais e modificados formando uma estrutura chamada opérculo genital. O segundo segmento contém um par de órgãos sensoriais semelhantes a penas, conhecidos como pectinas; os quatro segmentos finais contêm, cada um, um par de pulmões de livro. O mesossoma é blindado por placas quitinosas, na superfície superior pelos tergitos e na superfície inferior pelos esternitos.
Em outros aracnídeos como as aranhas, o mesossoma é fundido com o metassoma para formar o opistossoma.